# جميلة بوباشا
جميلة بوباشا (9 فبراير 1938 -)، هي مناضلة ومقاومة جزائرية من النساء اللائي ساهمن بشكل مباشر في الثورة الجزائرية على الاحتلال الفرنسي، ولدت في بولوغين، الجزائر العاصمة.

## حياتها
ولدت جميلة لعائلة متوسطة الحال، تدربت بوباشا في مستشفى بني مسوس لتكون ممرضة، لكنها لم تحصل على شهادة بذلك التدريب بسبب عِرقها ودينها، لعبت هذه المعاملة العنصرية دورًا كبيرا في رفضها للاحتلال الفرنسي في الجزائر. في 10 فبراير 1960 أُلقي القبض عليها مع والدها ووضعت في السجن العسكري حيث تعرضت للتعذيب والاعتداء الوحشي. وأُجبرت تحت التعذيب على الاعتراف بزرع قنبلة في مطعم الجامعة. وكان نشر قصة تعذيب هذه الفتاة الجزائرية الشابة قد صدم الرأي العام الفرنسي. كان تعذيب النساء اللائي يقُبض عليهن شائعًا، واستخدم الاغتصاب بشكل منهجي لترهيب المجتمع الجزائري. وتكمن أهمية قضية بوباشا في قرارها رفع دعوى ضد من عذبوها. رغم أنها لم تنكر ارتباطها بجبهة التحرير الوطني والتزامها باستقلال الجزائر، إلا أنها جادلت بأن الاعتراف الذي تم الحصول عليه تحت التعذيب لا ينبغي قبوله أمام المحكمة العسكرية التي ستحاكمها.

## المحاكمة وإصدار كتاب عنها
بالتعاون مع المحامية الفرنسية التونسية جيزيل حليمي، عرضت بوباشا قضية تعذيبها على المحاكمة، مما تسبب في فضيحة في فرنسا والجزائر واكتسبت اهتمامًا عامًا واسعًا. كتبت حليمي وسيمون دي بوفوار كتابا بعنوان «جميلة بوباشا» بعنوان فرعي «قصة تعذيب فتاة جزائرية صدمت الرأي الفرنسي الليبرالي» كجزء من خطة أوسع لـ «حشد الرأي العام ومحاكمة الحكومة لخرقها المادة 344 من قانون العقوبات الفرنسي. كان الإعلان عن استخدام الفرنسيين للتعذيب مدينًا خصوصًا نظرًا لأن» فرنسا وقعت ثلاث وثائق دولية تدين التعذيب«، وبالتالي» نفى ديغول مرارًا وتكرارًا استمرار استخدام التعذيب في الجزائر. كتب جوليان إس مورفي أن الكتاب، إلى جانب مقال بقلم بوفوار في عام 1960 في «لوموند»، سعيا إلى نشر المعرفة بالتعذيب غير القانوني للحكومة الفرنسية أثناء الحرب الجزائرية.
تعاطف العالم كله مع جميلة بوباشا وفي مقدمتهم الكاتب الفرنسي جون بول سارتر والصحفية سيمون دي بوفوار والرسام العالمي بابلو بيكاسو والكاتب لويس أراغون وتطوع الكثير من المحامين للدفاع عنها في مقدمتهم جيزيل حليمي.

## الإفراج عنها
حُكم عليها بالإعدام سنة 1961 ولكنه تم الإفراج عنها بموجب اتفاقيات ايفيان في 07 مايو 1962، ولم يُحاكم من قاموا بتعذيبها. وانضمت لاحقا إلى أول مجلس وطني للجزائر المستقلة.

## لوحة بيكاسو
أعجب الرسام العالمي بابلو بيكاسو بجميلة بوباشا خصوصا صلابتها وشجاعتها وقام برسمها في بورتريه لكتاب المحامية جيزيل حليمي وسيمون دي بوفوار سنة 1962 .

## مؤلفات عنها
- جميلة بوباشا للصحفية جيزيل حليمي سنة 1962
- جميلة بوباشا المرأة التي ألهمت بيكاسو للكاتب خالفة معمري سنة 2013

## أفلام
- فيلم من أجل جميلة للمخرجة كارولين أوبير Caroline HUPPERT سنة 2011